# 藤堂高英
藤堂 高英（とうどう たかひで）は、江戸時代の武士。藤堂家一門重臣。藤堂出雲家第2代。藤堂高虎の甥。通称は出雲。

## 家系
藤堂出雲家は、藤堂高虎の異母弟高清に始まる。宗家の津藩主5代藤堂高敏で高虎の血統が絶え、高英の孫高治が養子として6代藩主となって以降は藩主が出雲家の血を引くこととなる。
文武に秀でた人物を多く輩出している。藤堂高英陸軍中将は子孫。

## 略歴
寛永6年（1629年）1月27日、上野城代藤堂高清の次男として、伊賀国上野城で生まれた。母は側室勝沼氏。
寛永17年（1640年）2月に江戸で幕府証人を務める兄高秀が死去。8月には父高清も死去し、10月に家督と知行7000石を相続。まだ12歳と幼いため津に移住し、上野城代には藤堂元則が就任した。
慶安元年（1648年）8月25日侍組を預けられ津城付士大将となる。承応元年（1652年）3月、幕府の証人として長男小太夫（高明）を江戸に送る。
元禄17年（1704年）2月17日死去。享年76。葬地は三重県津市四天王寺。家督は長男高明が相続した。